# Judianna Makovsky
Judianna Makovsky (24 de agosto de 1967) é uma figurinista estadunidense. Foi indicada ao Oscar de melhor figurino em três ocasiões por seu trabalho na customização de obras cinematográficas.

## Prêmios e indicações
- Indicada: Oscar de melhor figurino - Seabiscuit (2003)
- Indicada: Oscar de melhor figurino - Harry Potter and the Philosopher's Stone (2001)
- Indicada: Oscar de melhor figurino - Pleasantville (1998)